# Český most
Český most (lužickosrbsky Čěski móst, německy Böhmische Brücke) je historický kamenný most přes Sprévu na území obce Obergurig (hornolužickosrbsky Hornja Hórka) v zemském okrese Budyšín v Sasku. Most se nachází na trase někdejší Staré pražské cesty, která vedla z Horní Lužice do Prahy, a je v Německu chráněn jako kulturní památka, přináležející do katastrálního území Kleindöbschütz (Małe Debsecy), místní části obce Obergurig.

## Historie
Vznik obchodní stezky, v Čechách známé jako Stará pražská cesta a v Německu obvykle označované jako Böhmischer Steig nebo Böhmweg (Česká cesta), je spojován s dobou na konci 9. a na počátku 10. století, kdy slovanské obyvatelstvo z Budyšínska rozšiřovalo své území směrem na jih proti proudu horního toku řeky Sprévy. 

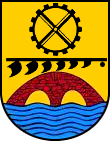
Most ve znaku obce Obergurig

Stará pražská cesta neboli Česká stezka se rychle stala dálkovou komunikací značné důležitosti, neboť spojovala Lužici jako tzv. vedlejší zemi Koruny české s centrem království Prahou, která byla obchodním střediskem nejen místního, ale i středoevropského významu. Cesta vedla z Budyšína přes Obergurig, Kirschau, Schirgiswalde, Sohland, Šluknov, Rumburk, Jiřetín pod Jedlovou a Českou Lípu  do metropole českého království.
První písemná zmínka o sídle v místě dnešního Obergurigu, které bylo založeno slovanskými osadníky, pochází z roku 1272. Už v roce 1241 je však na tomto místě zmiňován "Daniborův brod" přes Sprévu. V místě brodu byl posléze vybudován dřevěný most, zvaný "Mönnigssteig". Neustálé opravy dřevěného mostu představovaly značné náklady pro budyšínské opatství, pod jehož správu toto území náleželo, proto bylo rozhodnuto jej nahradit mostem kamenným. Kamenný obloukový most, známý pod názvem "Český most", který je předmětem památkové ochrany, byl vybudován v roce 1724. Při výstavbě byla mj. údajně použita volská krev a tvaroh. Letopočet 1741 na konci mostu na jižním břehu Sprévy zřejmě odkazuje na datum opravy a zpevnění mostu. Jinak tato stavba zůstala až do 21. století bez jakýchkoli změn. Od roku 1992 most slouží pouze pro pěší.

## Popis
Český most spojuje břehy Sprévy v centrální částí části obce Obergurig. Nadmořská výška terénu zde dosahuje zhruba 228 až 230 metrů. Z geomorfologického hlediska toto území náleží do severní části geomorfologického celku Šluknovská pahorkatina, která je na území Saska označována jako Lausitzer Bergland, tj. Lužická hornatina. 
Most je lomený, má dva nestejně velké oblouky. Celková délka mostu je přibližně 35 metrů, větší oblouk je široký 11,22 m, menší má šíři 7,18 m. Střední pilíř je široký 3,58 metru a je zesílený směrem proti toku řeky. Celková šíře mostu je 4,5 metru, z čehož 3,5 metru připadá na šíři vozovky. Jako materiál pro výstavbu mostu byla použita žula, respektive granodiorit, typická hornina Šluknovské pahorkatiny. Zdivo sestává z neopracovaných kamenů převážně menšího formátu a je vhodně doplněné maltou. Kameny pocházejí z místních granodioritových ložisek.

## Přístup
Most se nachází v centru Obergurigu poblíž silnice S 114, která je v obci označena jako Wilthener Straße. Přes Český most vede červeně značená turistická trasa "Lausitzer Schlange - Oberlausitz (West)". Kolem mostu po severním, pravém břehu Sprévy prochází dálková cyklotrasa "Spreeradweg (Quelle - Bautzen)", která vede od pramenů Sprévy do Budyšína a dále pak pokračuje až do Berlína.